# Staurogyne obtusa
Staurogyne obtusa är en akantusväxtart som beskrevs av Carl Ernst Otto Kuntze. Staurogyne obtusa ingår i släktet Staurogyne och familjen akantusväxter. Inga underarter finns listade i Catalogue of Life.